# Neocompsa fulgens
Neocompsa fulgens är en skalbaggsart som först beskrevs av Fisher 1932.  Neocompsa fulgens ingår i släktet Neocompsa och familjen långhorningar.
Artens utbredningsområde är:
- Guadeloupe.
- Dominica.

Inga underarter finns listade i Catalogue of Life.